# Séisme de 1970 à Tonghai
Le tremblement de terre de Tonghai (chinois : 通海大地震) est en séisme de magnitude 7,7 qui commença le 5 janvier 1970, sur le Xian de Tonghai, dans la province du Yunnan en République populaire de Chine et qui tua 15 621 personnes et en blessa 26 783. 338 456 maisons se sont écroulées et 16 638 têtes de bétail périrent pendant ce tremblement de terre.